# Kurt Wege (Politiker, 1891)

Kurt Wege

Kurt Richard Otto Bernhard Wege (* 15. September 1891 in Berlin; † 22. März 1947 in Rotenburg (Wümme)) war ein deutscher Politiker (NSDAP) und SS-Brigadeführer.

## Leben
Seine Eltern waren Hedwig Neumann und Provinzial-Schulrat Prof. Dr. Bernhard Wege († 1913). Der Vater war zugleich Hauptmann d. L. a. D und Geheimer Regierungsrat. Die älteren Vorfahren waren Kaufleute und Beamte. Kurt Wege selbst besuchte von 1897 bis 1903 die Volksschule in Berlin. Anschließend besuchte er Gymnasien in Berlin, Fraustadt und Magdeburg. Nach dem 1911 abgelegten Abitur schlug Wege die Offizierslaufbahn ein. Er wurde Fahnenjunker und legte 1913 die Offiziersprüfung in der Kriegsschule in Metz ab. Von 1914 bis 1918 nahm Wege am Ersten Weltkrieg teil, zuletzt als Oberleutnant und Batterieführer. Im Krieg wurde er mit dem Eisernen Kreuz beider Klassen und dem Verwundetenabzeichen ausgezeichnet. Nach Kriegsende wurde er 1920 im Rang eines Oberleutnants aus der Armee entlassen.
Anschließend war Wege in der Landwirtschaft tätig. Sein Studium der Landwirtschaft in Berlin in den Jahren 1921 bis 1922 brach er aus finanziellen Gründen vorzeitig ab. Danach bestritt er seinen Lebensunterhalt als ungelernter Arbeiter, Kassierer und Angestellter, verlor seine Beschäftigungen aber aufgrund der schwierigen wirtschaftlichen Lage in der Zeit der Weimarer Republik. Ein 1926 erneut aufgenommenes Studium brach er erneut ab und bildete sich zum Buchhalter weiter währenddessen er seinen Lebensunterhalt als Kontrollbeamter beim Wacht- und Sicherheitsdienst Berlin bestritt. Die Stellung als Geschäftsführer beim Nationalen Verkehrsverbund verlor er während seiner Probezeit und war danach von 1927 bis 1929 als Vertreter tätig. Weges erste Frau Johanna Mensch, die er 1918 geheiratet hatte, starb 1923. Sie hatten den Sohn Hans-Bernhard  (* 1919) und die Tochter Elisabeth (* 1922). Im Jahr 1932 heiratete Wege zum zweiten Mal, Käte Bernhardt, Sohn Karl-Adolf (* 1933).
In den 1920er Jahren gehörte Wege einer Vielzahl rechtsgerichteter und völkischer Organisationen an. Unter anderem war er Mitglied der DNVP, des Kyffhäuserbundes, des Deutschen Offiziersbundes (DOB), des Stahlhelm und des Deutschvölkischen Offiziersbundes. 1925 wurde Wege Mitglied der NSDAP, Mitgliedsnummer 11.118. Er trat 1926 in die SS ein (SS-Nummer 674), wurde im August 1928 nachweislich dienstältester Standartenführer der SS überhaupt, die er als Vorgänger von Kurt Daluege in Berlin und zeitweise in Mecklenburg bis 1930 mit aufbaute. Ab 1930 war Wege u. a. Stabsführer für Kurt Daluege und ab 1931 war er im Rang eines SS-Oberführers Führer des SS-Abschnitts XIII in Stettin. 1933 wurde Wege zum SS-Brigadeführer befördert. Schon davor hatte er in der SS nur noch wenig Einfluss. Dies hing auch damit zusammen, dass bereits 1931 der Berliner Gauleiter Goebbels wenig von ihm hielt und Wege als reinem Feldwebeltyp bezeichnete und wenig Führungsqualitäten zusprach.
Mindestens seit 1932 saß Wege laut dem Reichstags-Handbuch-(VII. Wahlperiode-1932) im Deutschen Reichstag. Bei der Reichstagswahl im März 1933 wurde Wege für den Wahlkreis 3 (Potsdam II) in den Reichstag wiedergewählt, dem er ohne Unterbrechung bis zum Ende der NS-Herrschaft im Mai 1945 angehörte. Für den Wahlkreis 3 saß Wege bis zum März 1936 im Parlament, in den folgenden neun Jahren, März 1936 bis Mai 1945, vertrat er den Wahlkreis Berlin Ost. Das wichtigste parlamentarische Ereignis, an dem Wege sich während seiner Abgeordnetenzeit beteiligte, war die Verabschiedung des Ermächtigungsgesetzes im März 1933, das unter anderem auch mit Weges Stimme beschlossen wurde.
Beruflich gelang es Wege lange Zeit nicht, irgendwo Fuß zu fassen. Stattdessen übte er zahlreiche kurzfristige Tätigkeiten aus. Das änderte sich nach der „Machtergreifung“. Von 1935 bis 1939 war er hauptamtlich bei der DAF als Abteilungsleiter angestellt und pro forma dem SS-Hauptamt zugeteilt, was die Bedeutungslosigkeit noch unterstreicht. Von 1939 bis 1945 war er hauptamtlich Chef der Personalabteilung des Reichskraftwagen-Betriebsverbands. Während des Krieges diente er zeitweise als Offizier bei der Wehrmacht.
Am 9. November 1944 kam Wege in den Stab der Reichsführung SS. Als NSDAP-Mitglied erhielt Wege das Goldene Parteiabzeichen. Als SS-Mitglied wurde Wege unter anderem mit dem Ehrendegen des Reichsführers SS und dem Totenkopfring der SS ausgezeichnet.
Sein letzter Wohnsitz war Priort im damaligen Kreis Osthavelland, westlich von Berlin. Dort hatte er einen 2 ha großen Hof. Sein Grab befindet sich in Berlin und ist erhalten.